# Princesse d'Anjou
 (décembre 2016).
Si vous disposez d'ouvrages ou d'articles de référence ou si vous connaissez des sites web de qualité traitant du thème abordé ici, merci de compléter l'article en donnant les références utiles à sa vérifiabilité et en les liant à la section « Notes et références ».
Princesse d'Anjou est une jument de Steeple chase qui a remporté deux fois le Grand Steeple-Chase de Paris avec Philip Carberry, son jockey habituel. Durant sa carrière de course, cette jument appartient à l'industriel Jean-Paul Sénéchal, et est entrainée par Francois-Marie Cottin.

## Carrière de course

### Début en compétition
Princesse d'Anjou naît le 24 mai 2001 à l'élevage de Gildas Vaillant, à Loireauxence en Loire-Atlantique.

Elle commence sa carrière de cheval de course à l'âge de trois ans, en 2004. La pouliche semble alors régulière mais rien ne laisse deviner qu'elle sera une championne. Elle termine l'année de ses débuts avec 11 courses courues pour 6 places et 27 795 euros de gains. L'année suivante, la pouliche ouvre son palmarès et termine de nouveau 6 fois placée. Ses gains sur la saison 2005 s'élèvent à 67 970 euros.

#### Révélation au plus haut niveau
Bien qu'âgée de seulement 5 ans, la pouliche est directement envoyée vers l'élite du steeple français avec pour objectif le Grand Steeple-Chase de Paris. Elle suit la filière peu commune du prix William Head et s'aligne au départ du grand-steeple avec un statut d'outsider dans une course qui semble promise aux champions Cyrlight et Kotkijet. Partie au sein du peloton, Princesse d'Anjou laisse dans un premier temps filer les 2 champions qui semblent être séparés des autres concurrents. Mais après le saut du rail-ditch and fence, la jument, lancée au triple-galop, refait son retard et déborde Cyrlight puis Kotkijet au franchissement de la dernière haie avant de l'emporter. Princesse d'Anjou devient la première femelle de cinq ans à remporter l'épreuve depuis La Frégate en 1931.
Peu de temps après cette incroyable victoire, la jument termine seconde de la Grande course de haies d'Auteuil avant de remporter à l'Automne le Prix La Haye Jousselin.
Princesse d'Anjou est de ce fait couronnée meilleur cheval de steeple de l'année 2006, avec 697 800 euros acquis cette saison.

### Saison 2007
Après son incroyable saison 2006 ou elle a réalisé le difficile doublé "Grand Steeple-La Haye Jousselin", Princesse d'Anjou se prépare afin de défendre son  titre acquis l'an passé dans le Grand Steeple-Chase de Paris. Mais la concurrence s'annonce très rude. La course se déroule a un train d'enfer emmené par Lord Carmont ; un rythme si élevé qu'Or Noir de Somoza, le favori, éjecte son jockey dès le premier passage de la rivière des tribunes. Beaucoup de chevaux ne parviennent pas à suivre le rythme et Princesse d'Anjou semble prête pour la lutte finale quand elle éjecte Phillip Carberry au passage du Rail Ditch and Fence, l'obstacle le plus difficile du parcours, laissant la gloire au champion Mid Dancer.
Après cette désillusion, Princesse d'Anjou fait l'impasse sur la Grande Course de haies d'Auteuil que remporte Zaiyad et se concentre sur l'objectif de l'automne, le prix La Haye-Jousselin, dont elle se classe 2e de Mid Dancer malgré la négligence de celui-ci sur la dernière haie. Princesse d'Anjou achève donc sa saison 2007 avec 271 250 euros de gains acquis en 7 places, mais aucune victoire.

### Saison 2008
La saison 2008 de Princesse d'Anjou poursuit un simple objectif:reprendre les titres acquis lors de la saison 2006;à commencer par le Grand Steeple-Chase de Paris.Après une rentrée ponctuée d'une 4e place sur les haies ,la pensionnaire de Francois-Marie Cottin est orientée vers une préparatoire classique,le prix Troytown,qu'elle remporte devant Musica bella,avant de finir sa préparation à Enghien,chose inhabituelle, ou elle se classe 4ème.La jument se présente au départ de l'édition 2008 de nouveau avec le statut d'outsider.La course se passe mieux que l'an passé.Après un premier tour aux avant-post qui permet à la jument de "jeter son feu",celle-ci parvient à franchir le rail ditch and fence avant de se rapprocher puis de dépasser le leader Lord Carmont.Après une haute lutte avec son compagnon d'entrainement Louping d'Ainay dans la dernière ligne droite,Princesse d'Anjou parvient à remporter la course et récupérer sa couronne perdue l'an passé. Cette victoire marque le retour de Princesse d'Anjou qui allait tenter de récupérer son autre titre perdu,le prix La Haye-Jousselin,avant de connaître des complications de santé et de devoir déclarer forfait.Princesse d'Anjou termine cependant l'année 2008 avec 460 950 euros acquis avec 2 victoires et 3 places.

### Saison 2009
Princesse d'Anjou revient de ses ennuis de santé au printemps 2009  avec l'objectif de devenir le 3e cheval de l'Histoire en 131 ans à remporter le Grand Steeple-Chase de Paris 3 fois. Mais la concurrence s'annonce une nouvelle fois très rude. Princesse d'Anjou retrouve en effet son rival de 2006, le "dynamiteur de peloton" Cyrlight ainsi que Mid Dancer et un cheval appelé Remember Rose, leader de sa promotion, s'annonçant comme un des candidats sérieux au titre. La course se déroule dans des conditions extrêmes : le thermomètre affiche 29°. Princesse d'Anjou se montre tendue au moment du traditionnel défilé. La course démarre ; le rythme est tout de suite très sélectif avec Cyrlight qui prend l'avantage et caracole en tête. Princesse d'Anjou "prend son mors" mais fait cependant partie des chevaux de tête avant sa faute au second passage de la rivière des tribunes. Elle est alors rejointe par le peloton. Après cette faute qui la coupe dans son action, la jument franchit très mal le rail ditch and fence. Phillip Carberry parvient miraculeusement à rester en selle, mais sa jument ne remportera pas un 3e Grand Steeple, terminant dans le lointain. La course, finalement remportée par Remember Rose, est marquée par la disparition de Musica Bella et Oniraloin, ainsi que la fracture au pied dont souffre Christophe Pieux, le jockey du gagnant. Après cette course de l’extrême, Princesse d'Anjou va tenter de remporter le Prix La Haye-Jousselin qu'elle n'avait pu disputer l'année précédente. Effectuant une unique course de préparation dans la Grande Course de Haies de Fontainebleau, la jument se présente au départ d'un prix La Haye-Jousselin qui s'annonce extrêmement relevé avec notamment Mid Dancer, Lord Carmont, Remember Rose et Or Noir de Somoza. Princesse d'Anjou passe la course en compagnie de Mid Dancer, lequel éjecte son jockey au fameux rail ditch and fence. Accélérant dans la dernière ligne droite, Princesse d'Anjou remonte ses adversaires, mais ne parvient cependant pas à dépasser Remember Rose. 2e, la jument conclut en beauté la saison 2009 et culmine cette fois à 132 060 euros acquis en 5 places mais aucune victoire, comme en 2007.

### Saison 2010
Princesse d'Anjou repart en campagne. Si l'objectif est encore une fois le Grand Steeple-Chase de Paris,la championne y visera cette fois une place. Après avoir été deux fois placées dans des courses préparatoires,la jument se présente au départ de la course.L'incroyable bévue de Remember Rose au lâcher des élastiques puis la blessure de Louping d'Ainay montrent une défection des favoris. Ayant passé la course à l'arrière-garde, Princesse d'Anjou se rapproche tardivement et ne peut suivre le rythme des jeunes chevaux. Concluant 5e,la championne se retire au haras sur cette prestation ; avec 1 733 925 euros de gains acquis tout au long de sa formidable carrière.

## Descendance
Après la compétition, Princesse d'Anjou devient poulinière. Elle est par ailleurs revendue (Jean-Paul Sénéchal se retirant des courses hippiques) à Clément Machado. Elle donne naissance à son premier poulain par Martaline en 2011, Maranjou. En 2012, elle donne naissance à une femelle nommée Muhta d'Anjou, puis en 2013 la championne donne un 3e poulain par l'illustre étalon Saint des Saints avant d'arrêter sa fécondité de 2013 à 2016, avec la naissance d'un poulain par Sinndar.